# Thomas Hobbes
Thomas Hobbes (/hɒbz/), född 5 april 1588 i Westport (idag en del av Malmesbury), Wiltshire, död 4 december 1679 på Hardwick Hall i Derbyshire, var en engelsk konservativ filosof och politisk teoretiker.

## Biografi
Thomas Hobbes föddes den 5 april 1588, två månader för tidigt. Hans far, som också hette Thomas Hobbes, var präst, men trots detta sannolikt analfabet – han kunde bara läsa upp några böner och obligatoriska texter. Det sägs att han avskydde lärdom. Hobbes far grälade utanför kyrkporten en dag och slog ner en präst ifrån grannförsamlingen. Han avsattes därefter och flydde till London där han dog under okända omständigheter. Thomas Hobbes blev därefter omhändertagen av sin farbror. Hobbes utmärkte sig tidigt i skolan, särskilt i den grekiska och latinska klassiska litteraturen, och började studera vid Magdalen Hall i Oxford 1603, som då var mycket influerat av aristoteliska idéer, samt universitetet i Cambridge. År 1608 avlade han examen. Han försörjde sig som lärare åt bland andra blivande earlen av Devonshire, samt prinsen av Wales (1646–1648). 
När inbördeskriget bröt ut 1642 var Hobbes tvungen att fly till Frankrike, då han var en välkänd rojalist.
Thomas Hobbes sade att människorna var egoistiska varelser som styrdes av sina egna intressen och att naturtillståndet var en "allas kamp mot alla". Naturtillståndet innebar för människans del att de levde utan stat och ledning.
När Hobbes var 84 år gammal skrev han sin självbiografi på latin och vid 87 års ålder översatte han Iliaden och Odysséen, vilket han sade att han gjorde för att han inte hade något annat att göra.

## Hobbes filosofi
Thomas Hobbes mest kända verk är Leviathan som kom ut år 1651, där han bland annat beskriver de mekaniska lagar som strikt styr allting i naturen, inklusive människors beteende. Människans naturliga beteende är enligt Hobbes egoistiskt och inriktat på överlevnad. Hennes strävan är att sätta sig över andra människor och skaffa sig egna fördelar. I naturtillståndet, skriver Hobbes, blir hela livet ett allas krig mot alla ("bellum omnium contra omnes"). För att undvika ett sådant tillstånd var det nödvändigt att skapa en statsmakt, en Leviathan, vilket vid denna tid var liktydigt med en suverän, en envåldshärskare, vars funktion var att skydda människorna. I sitt livsverk Leviathan, skildrar han detaljerat hur skydd mot krig, stöld etc. skall upprätthållas genom ett socialt kontrakt, vari medborgarna ger makt åt staten (statsöverhuvudet) för att i gengäld kunna påräkna beskydd.
Hobbes försökte skapa en sammanhängande filosofi och ville använda samma metoder på alla områden, i sina teorier om naturen, om människan och om samhälle och stat. Alltsammans skulle bygga på vetenskapliga principer.
Hobbes räknade med två sorters primitiva psykologiska reaktioner: begär och motvilja. Man kan säga att Hobbes har en exempellös pessimistisk människosyn. Han reducerade alla känslor och drifter till två tilläggande, dödsfruktan och stolthet. Enligt Hobbes har vi ytterligare en förmåga, nämligen förnuftet. Vi är ändå tillräckligt smarta för att inse att vi måste samverka för att överleva.

## Kritik
Hobbes var mycket kritiserad på sin tid. Han anklagades för att vara ateist, men han utgick från Guds existens och Bibelns historia när han skrev om civilisationens utveckling. Å andra sidan kan han ha gjort detta för att undgå beskyllningar om ateism, som på den tiden sågs som något helt fruktansvärt. 
Hobbes har i nutid även blivit grundligt kritiserad av Friedrich von Hayek i Det stora misstaget. Socialismens felslut då Hayek resonerar kring den primitiva individualismen som Hobbes utgår från, och kommer fram till att den är en myt och att vildens instinkter måste vara kollektivistiska, varigenom Hobbes resonemang faller.

## Utmärkelser
Asteroiden 7012 Hobbes är uppkallad efter honom.